# 祁东站
祁东站是衡柳铁路位于湖南省衡阳市祁东县双桥镇林星村的一个车站，2013年12月28日随衡柳铁路一同投入使用。该车站建筑面积5980平方米，是广州铁路集团管辖的一个三等站，距衡阳东站73公里，距柳州站425公里。

## 历史
祁东站在湘桂铁路扩能改造工程的规划中曾被称为祁东南站，2013年1月8日起定名为祁东站，原湘桂铁路祁东站则更名为祁东北站。
2013年12月28日，祁东站正式投入使用，由桂林开往北京西的G530次列车成为当天在祁东站停靠的首班列车，该列车同时也是广西首班高速动车组列车。当天在祁东站停靠的还有包括K22、K538在内的另外9班列车，次日另外15班列车开始停靠新祁东站。从祁东至衡阳的时间也因高铁列车的开通而缩短至30分钟。现时，在祁东站停靠的列车已增至22对。
然而在祁东站开通初期，站前广场仍未完工且施工进展缓慢，祁东站因此在2014年春运期间只停靠高速列车，普速列车全部通过不停车。祁东站站前广场预计于2015年2月前完工。
2023年7月10日至9月28日，為配合本站1號月台實施候車雨篷加長工程，所有往衡陽方向的列車暫時不停靠本站。同年10月15日至12月27日，本站2號月台進行候車雨篷加長工程，所有往柳州方向的列車暫不停靠本站。

## 车站结构
祁东站设有两个側式月台和四条股道，其中包括两条到发线。该车站亦有两条接驳公交线路。

## 旅客列车目的地
| 列車所屬路局 | 目的地 |
| ------------ | --- |
| 广州铁路集团 | 长沙、衡阳、永州、广州                                                                                       |
| 北京铁路局   | 北京西、南宁东                                                                                               |
| 南宁铁路局   | 北京西、石家庄、济南西、郑州、合肥、上海南、上海虹桥、武汉、武昌、杭州东、长沙南、桂林北、南宁东、南宁、湛江 |
| 昆明铁路局   | 上海南、昆明                                                                                                 |
| 西安铁路局   | 西安、南宁                                                                                                   |
| 上海铁路局   | 徐州、南京南、南宁、南宁东                                                                                   |